# Альтотонга
Альтотонга (исп. Altotonga) — город и административный центр одноимённого муниципалитета в мексиканском штате Веракрус. Численность населения, по данным переписи 2010 года, составила 19 722 человека.